# نسرین طافش

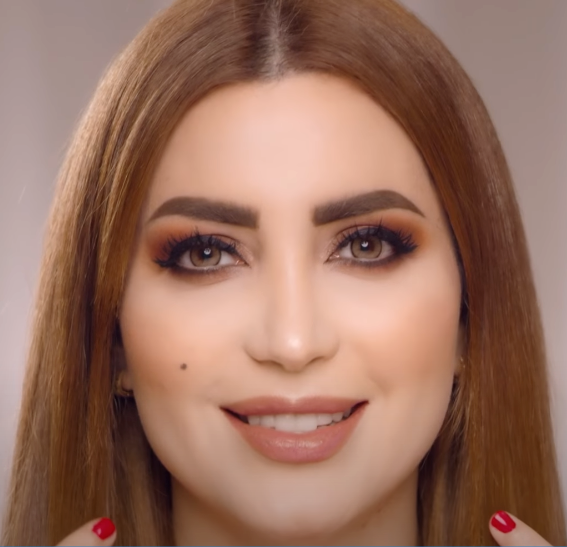
نسرین طافش

نسرین طافش (۱۵ فوریه ۱۹۸۲); بازیگر و خواننده فلسطینی-الجزایری و متولد و بزرگ شده سوریه است. نسرین در شهر حلب در شمال سوریه از پدری فلسطینی اهل صفد فلسطین و مادری الجزایری اهل وهران به دنیا آمد. او در سال ۱۹۹۹ برای تحصیل در مؤسسه عالی هنرهای دراماتیک دمشق از شهر حلب به پایتخت سوریه نقل مکان کرد، او در سال ۲۰۰۸ از این مؤسسه فارغ‌التحصیل شد. نسرین طافش در سال ۲۰۰۲ با بازی در سریال " هولاکو "، به دنیای هنر وارد شد، پس از این هنرنمایی نقش‌های موفق بسیاری از جمله سریال‌های " ربیعه قرطبه "، " بیگانگی فلسطینی " را ایفا کرد. در کارنامه نسرین بازی در سریال صبایا در سال ۲۰۰۹ و سریال جلسات زنان در سال ۲۰۱۱ نیز به چشم می‌خورد.